# 2352 Kurchatov
A 2352 Kurchatov (ideiglenes jelöléssel 1969 RY) a Naprendszer kisbolygóövében található aszteroida. Ljudmila Ivanovna Csernih fedezte fel 1969. szeptember 10-én.